# بیش‌مصرفی
اُوِردوز یا بیش‌مصرفی (به انگلیسی: Overdose) به استفاده از دارو یا مواد مخدر یا مواد دیگر، در مقادیر بزرگتر از توان متابولیک بدن گفته می‌شود. در بیش‌مصرفی ممکن است بدن به حالت سمی درآمده و مرگ را منجر شود.

## طبقه‌بندی
وجود واژهٔ اُوِردوز نشان می‌دهد که منطقاً دوز معمول بی‌خطر در استفاده از دارو و مواد مخدر وجود دارد، بنابراین، این اصطلاح معمولاً نه تنها برای دارو بلکه برای مواد مخدر و سموم هم کاربرد دارد، تا جاییکه حتی سموم خاص در دوز کم بی‌ضرر هستند.
هرچند بیش‌مصرفی (دارو یا مواد مخدر) گاهی اوقات دلیلی عمده برای ارتکاب خودکشی است، اما در بسیاری موارد به صورت تصادفی و غیرعمدی اتفاق می‌افتد مثلاً سوء مصرفی که منجر به اوردوز می‌شود شامل استفاده از داروهای تجویز شده یا مواد مخدر در مقادیر بیش از حد، برای تولید سرخوشی روانی یا استفاده از مواد مخدر با درجه خلوص بالا و در مقادیر زیاد، یا مصرف دوباره آن پس از یک دوره از قطع مصرف را نیز شامل می‌شود.

### زیرشاخه‌ها
بیش‌مصرفی در دو حالت اتفاق می‌افتد: اول در حالتی که میزان زیادی مواد مخدر در یک نوبت مصرف وارد بدن شود، و دوم در حالتی که در یک دوره زمانی به‌طور دائم مواد مصرف شده و اثرات آن در بدن باقی بماند.
سوء مصرف غیرعمدی، حتی می‌تواند خطا در استفاده دوز دارویی ناشی از اشتباه درک برچسب محصول یا دستور پزشک باشد.
نوع دیگر بیش‌مصرفی در نتیجه خوردن غیرعمدی دارو توسط کودکان یا مصرف بیش از حد غیرعمدی ویتامینهای حاوی آهن باشد. آهن یکی از اجزای مولکول هموگلوبین در خون، مورد استفاده برای انتقال اکسیژن به سلول‌های زنده است و هنگامی که در مقادیر کم مصرف می‌شود، بدن خود را در جبران میزان هموگلوبین تطبیق می‌دهد، اما در مقادیر زیاد، باعث عدم تعادل pH شدید در بدن شده و اگر این مصرف بیش از حد با درمان‌های شِلات‌کننده درمان نشود، می‌تواند منجر به مرگ یا کُمای دائم گردد.
مصرف این دارو باعث اعتیاد شدید می‌گردد و پس از گذشت یک هفته دچار مرگ می‌گردد.

## نشانه‌ها
تشخیص سریع بیش‌مصرفی بدون انجام مصاحبه با بیمار یا اطرافیان کار مشکلی است. نشانه‌ها در بیش‌مصرفی متعدد است، هرچند می‌توان از شاخصه‌هایی همچون آزمون «توکسیدروم» (نشانگان ناشی از سم) استفاده کرد.
| نشانه         | فشارخون | ریتم ضربان قلب | تعداد تنفس | دمای بدن   | مردمک چشم | صداهای شکمی | تعریق |
| ------------- | ------- | -------------- | ---------- | ---------- | --------- | ----------- | ----- |
| آنتی‌کولینرژیک | ~       | بالا           | ~          | بالا       | منبسط     | پایین       | پایین |
| کولینرژیک     | ~       | ~              | بدون تغییر | بدون تغییر | منقبض     | بالا        | بالا  |
| خانواده‌تریاک  | پایین   | پایین          | پایین      | پایین      | منقبض     | پایین       | پایین |
| مقلد سمپاتیک  | بالا    | بالا           | بالا       | بالا       | منبسط     | بالا        | بالا  |
| آرام‌بخش‌ها     | پایین   | پایین          | پایین      | پایین      | ~         | پایین       | پایین |

## علل
علل منجر به مرگ ناشی از بیش‌مصرفی‌های دارویی-مخدر بر طبق آی‌سی‌دی۱۰:
- مسمومیت حاد الکل (اتیلیک-متانول)
- مسمومیت ناشی از بیش‌مصرفی با خانواده تریاک
- بیش‌مصرفی با آرامبخش‌ها (باربیتورات-بنزودیازپین)
- بیش‌مصرفی ناشی از مصرف محرک‌ها (کوکایین- آمفتامین)
- مسمومیت نیکوتین
- مسمومیت و بیش‌مصرفی ناشی از ترکیب کردن مواد مخدر با یکدیگر
- دارویی (مسمومیت آسپیرین- مسمومیت با استامینوفن- اوردوز با ضدافسردگی‌های سه‌حلقه‌ای-ویتامین آ و د)
- اوردوز و مسمومیت با حشره‌کش (ددت - سموم برپایه ارگانوفسفات)
- اوردوز در مصرف ترامادول[۸]